# Journey South

Journey South est un duo anglais composé des frères Andy et Carl Pemberton, issu de la deuxième saison du télé-crochet britannique The X Factor, dont il finit 3e.

## The X Factor
- "Something About the Way You Look Tonight" (Elton John) – 15 October
- "Desperado" (The Eagles) – 22 October
- "Angel of Harlem" (U2) – 29 October
- "The First Time Ever I Saw Your Face" – 5 November
- "Livin' on a Prayer" (Bon Jovi) – 12 November
- "Angels" (Robbie Williams) – 19 November
- "I Still Haven't Found What I'm Looking For" (U2) – 26 November
- "Candle in the Wind" (Elton John) – 3 December
- "Bad Day" (Daniel Powter) – 3 December
- "Let it Be" (The Beatles) – 11 December
- "You're in My Heart" (Rod Stewart) – 11 December
- "Don't Let the Sun Go Down on Me" (Elton John & George Michael) – 17 December
- "Happy Xmas (War Is Over)" – 17 December
- "Let It Be" (The Beatles) – 17 December

## Discographie

### Studio albums
| 2006 | Journey South | 1  | 15 |
| 2007 | Home          | 43 | -  |

### Singles
- 2006: "The Circle" / "Desperado" (19 June 2006)
- 2007: "What I Love about Home" (15 October 2007)
- 2008: "Reconcile Our Love" (February 2008)
- 2009: "What I Love About Home (the Help For Heroes)" (December 2009)